# Hôpital Saint-Jacques d'Úbeda
L'hôpital Saint-Jacques à Úbeda a été réalisé entre 1562 et 1575 par Andrés de Vandelvira. Il est considéré comme l'une des meilleures œuvres de cet architecte et l'un des chefs-d'œuvre de l'architecture sociale de la Renaissance espagnole. Il a été commandé par Don Diego de los Cobos, évêque de Jaén, pour servir d'hôpital pour les malades pauvres, ainsi que d'église et de palais. Il a été déclaré monument architectural historique national en 1917 et est actuellement utilisé comme centre culturel, centre d'exposition et de conférence, ainsi que comme bibliothèque.
Il comporte deux tours aux extrémités de la façade, couvertes de céramique vitrifiée, et deux autres tours encadrant l'imposante chapelle au centre. En raison de son plan, il est parfois désigné comme l'Escorial de l'Andalousie. L'ensemble en effet est organisé autour d'un grand patio central, avec une double arche, soutenu par des colonnes en marbre de Carrare. 
La chapelle se situe dans l'axe de la porte principale et se caractérise par un plan en forme de H. Sur un côté du patio, s'élève un impressionnant escalier décoré de fresques attribuées à Pedro de Raxis et Gabriel Rosales.

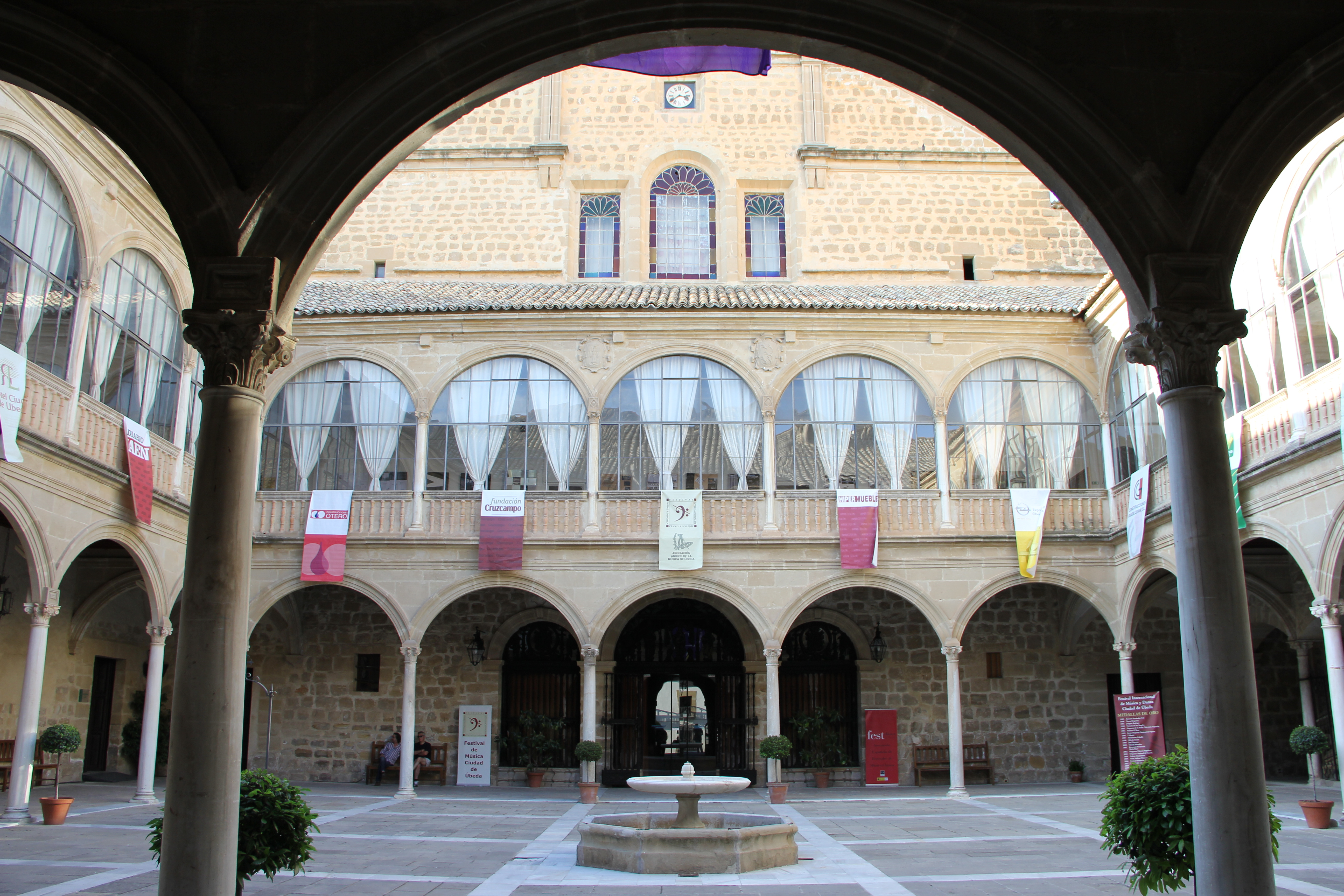
Patio central.
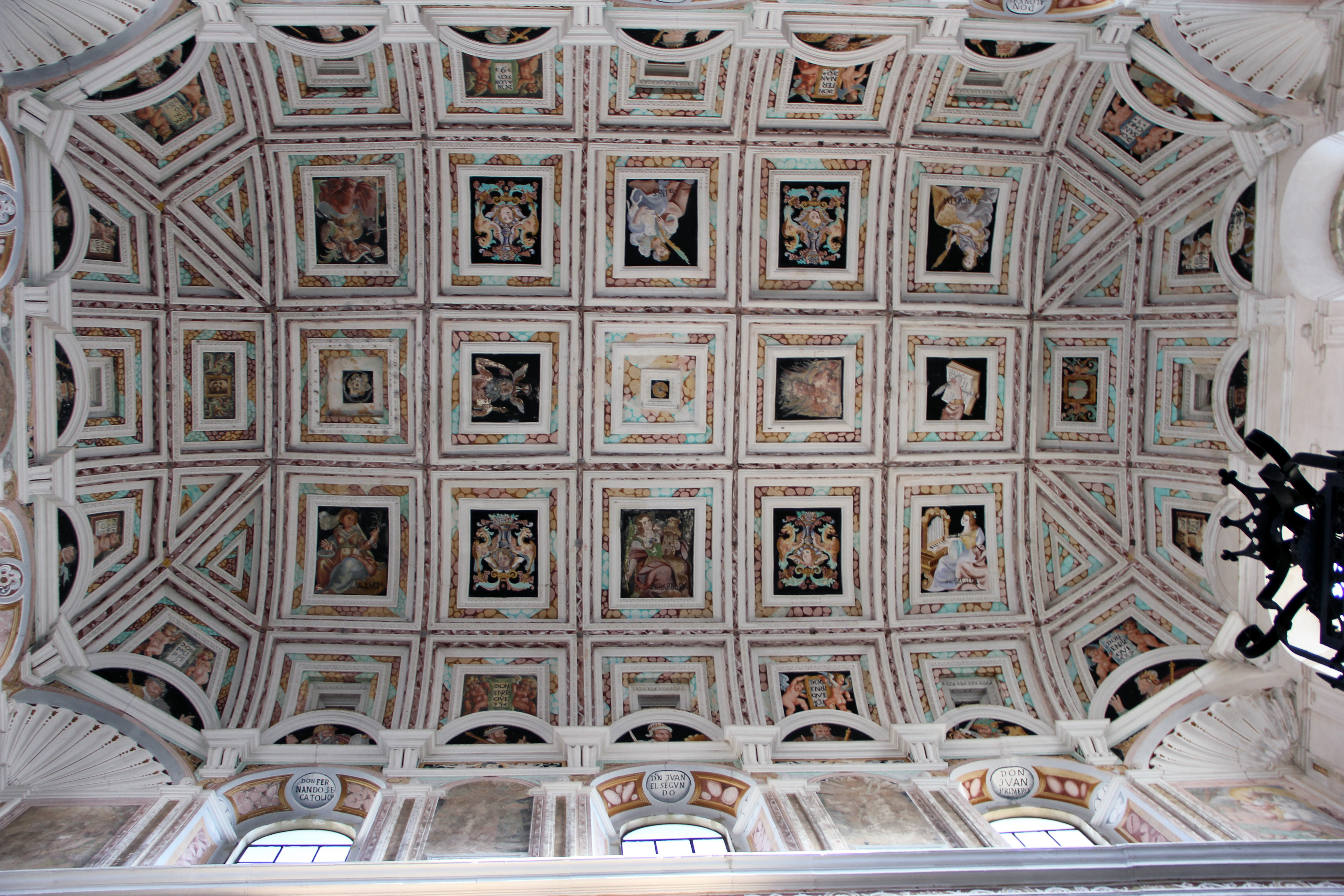
Plafond au dessus de l'escalier monumental.
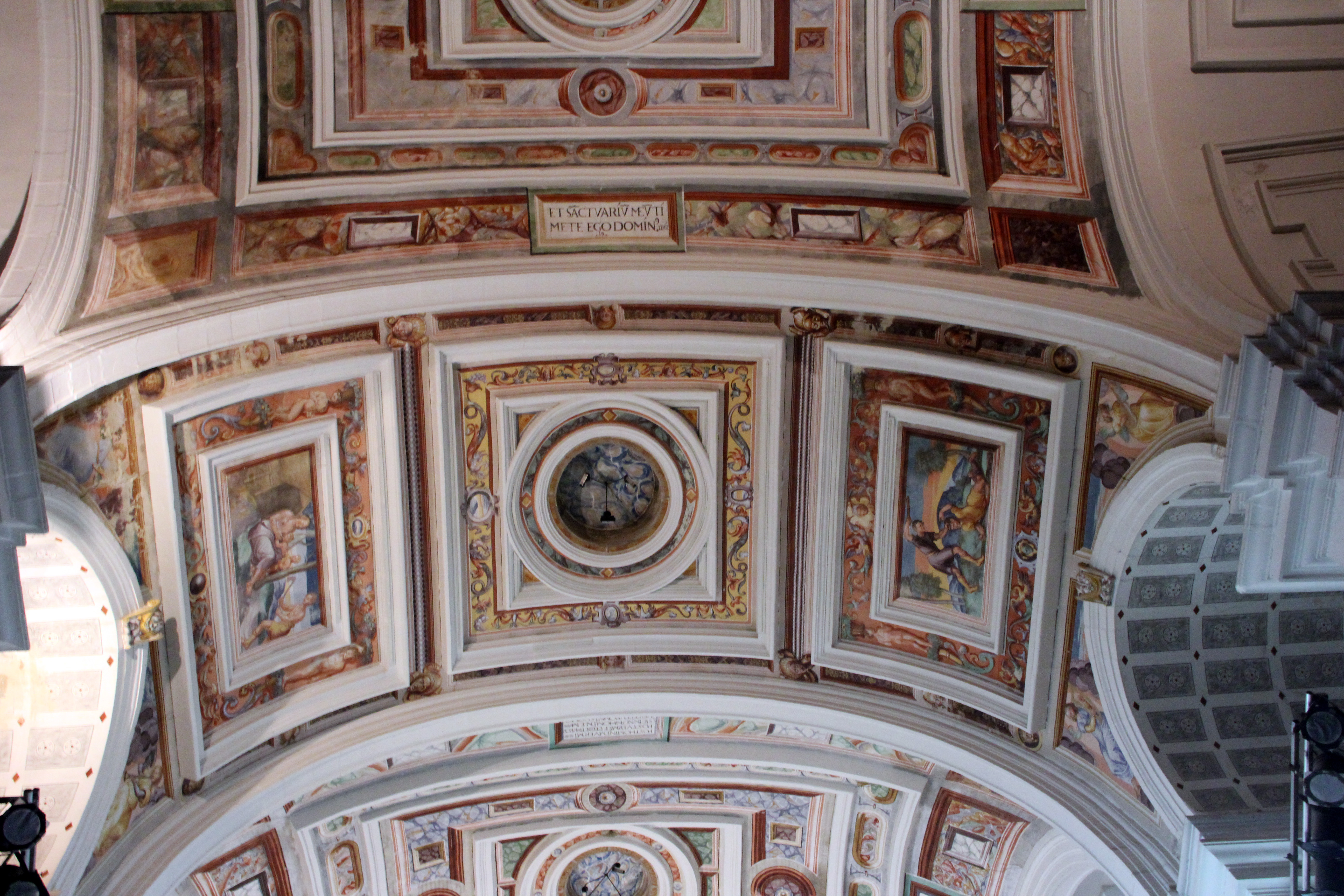
Voûte.
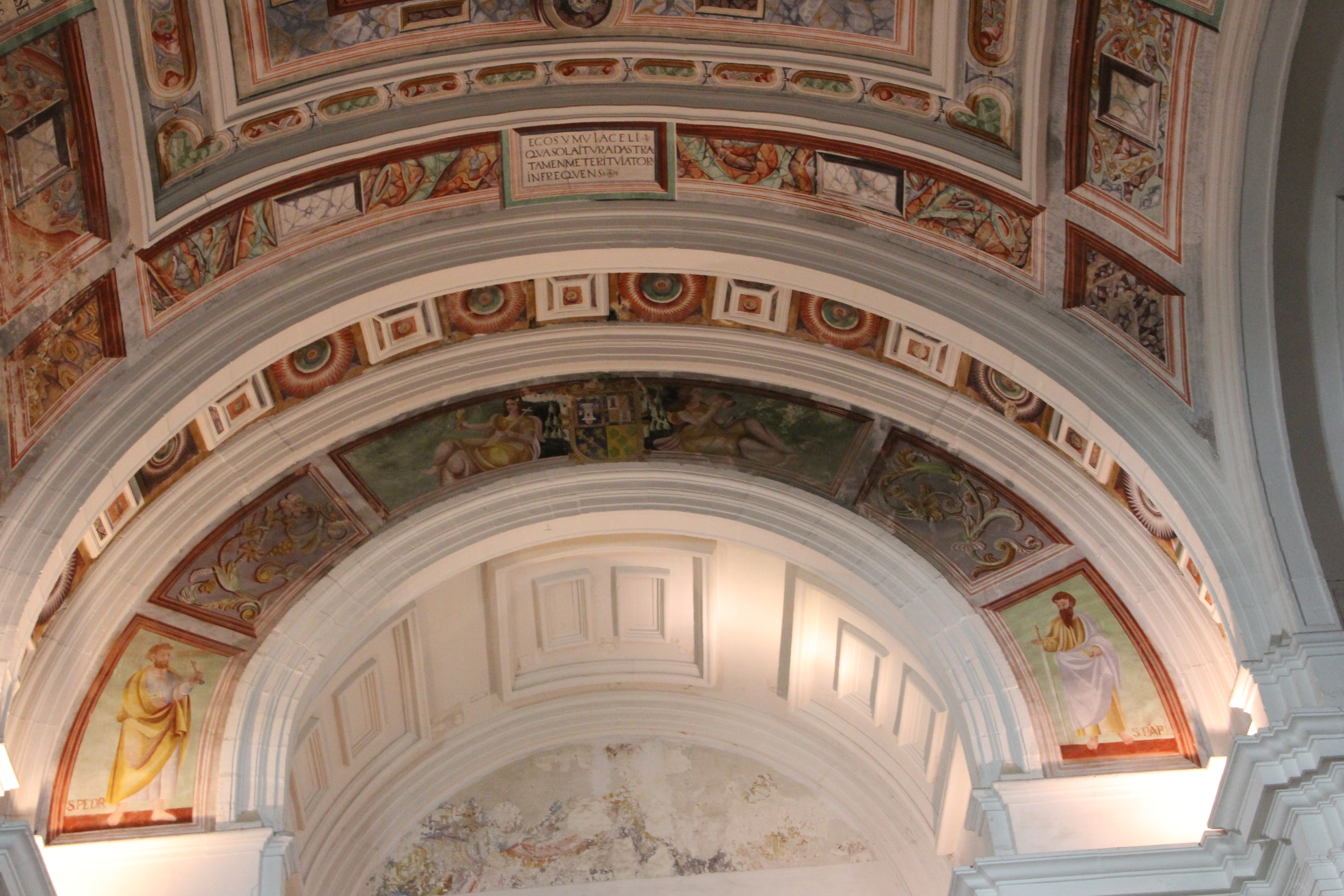
Voûte.
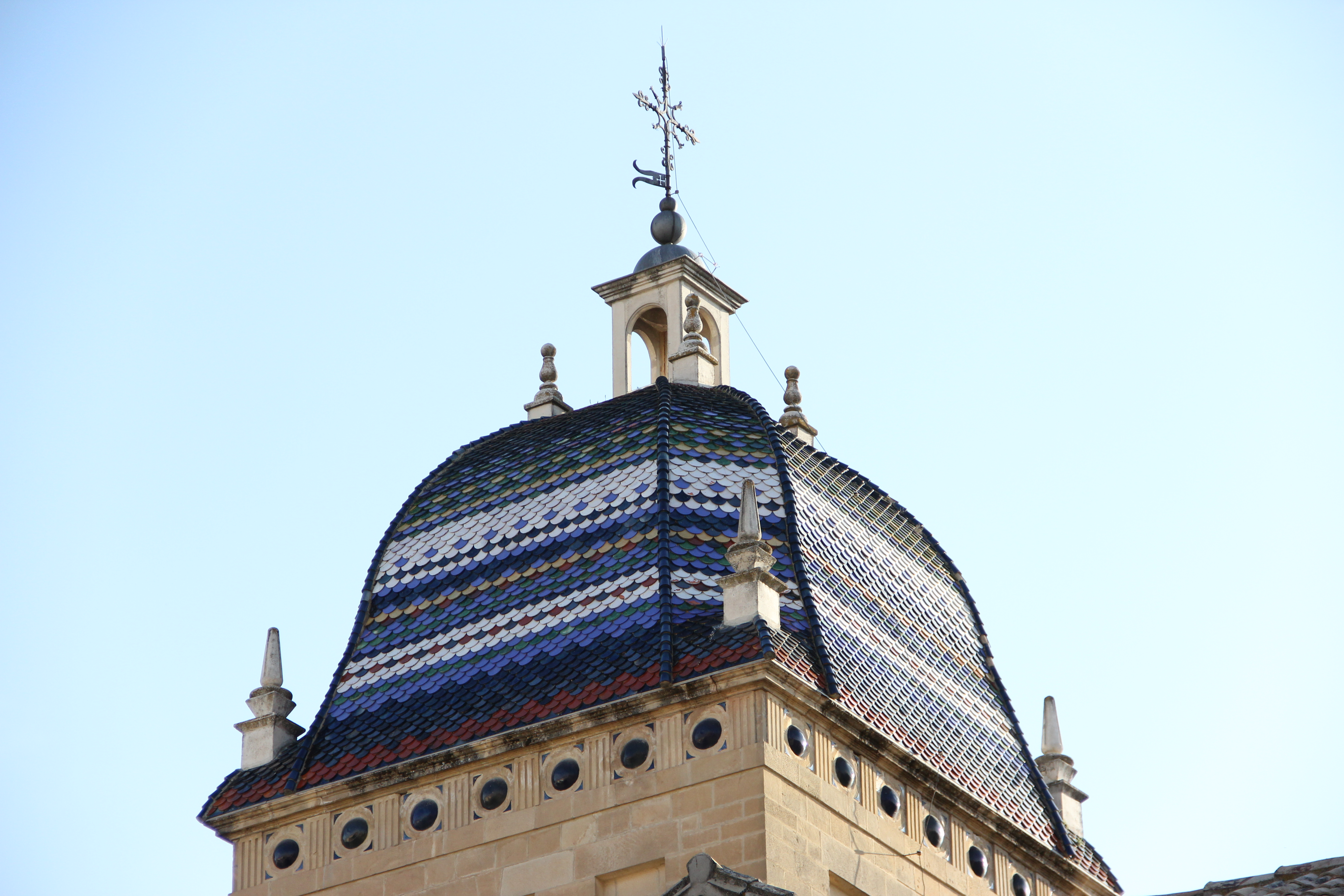
Tour couverte de céramique.
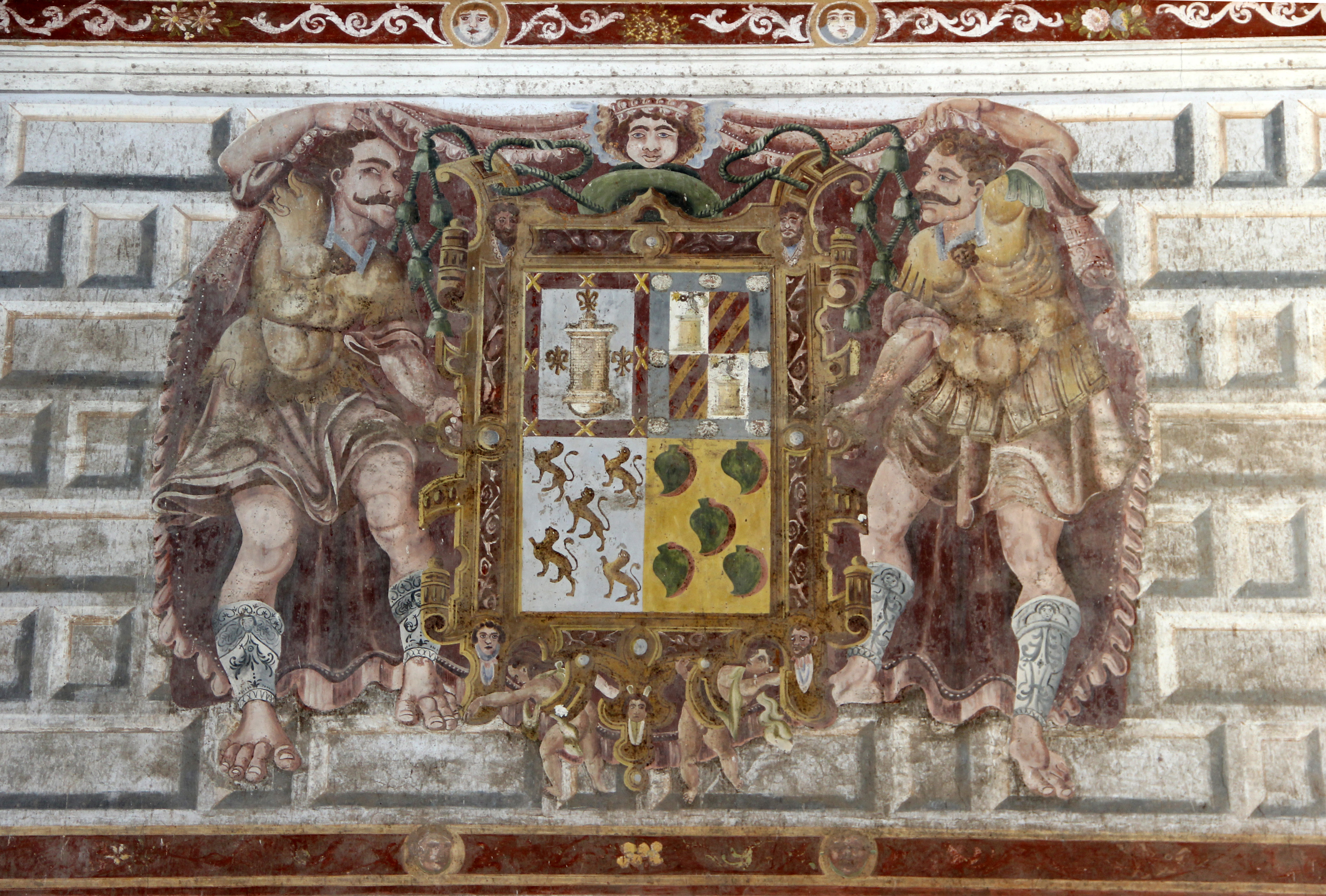
Fresques murales dues à Pedro de Raxis et Gabriel Rosales.

## Source
Eugenio Llaguno y Amirola, Noticias de los arquitectos y arquitectura de España desde su restauración, Tomo II,  págs. 28 y sigs.
- (es) Cet article est partiellement ou en totalité issu de l’article de Wikipédia en espagnol intitulé « Hospital de Santiago (Úbeda) » (voir la liste des auteurs).